# 中条信汎
中条 信汎（ちゅうじょう のぶひろ、天保8年12月23日（1838年1月18日） - 没年不詳）は、江戸時代の高家旗本。父は出羽新庄藩第10代藩主戸沢正令。母は正室・桃令院（貢姫（異説あり））。養父は高家旗本中条信礼。通称は兵庫。
嘉永4年（1851年）12月1日将軍徳川家慶に御目見する。安政2年（1855年）3月26日養父信礼の隠居により、家督を相続する。兄弟に、出羽新庄藩第11代藩主戸沢正実、伊勢神戸藩第7代藩主本多忠貫、戸田直一、戸沢正時がいる。
明治維新後中条家は士族に列していたが、明治17年（1884年）に施行された華族令で華族が五爵制になった際に定められた『叙爵内規』の前の案である『華族令』案や『叙爵規則』案（『爵位発行順序』所収）では元交代寄合が男爵に含まれており、中条家も男爵候補に挙げられているが（信汎のことと思われる）、最終的な『叙爵内規』では交代寄合は対象外となったため結局中条家は士族のままだった。